# Rychtal (stacja kolejowa)
Rychtal – dawna stacja kolejowa w mieście Rychtal, w województwie wielkopolskim, w powiecie kępińskim, w gminie Rychtal, w Polsce.